# Pedro Luis Fuentes Valencia
Pedro Luis Fuentes Valencia CP (* 7. Juni 1968 in La Paz, Bolivien) ist ein bolivianischer römisch-katholischer Ordensgeistlicher und Weihbischof in La Paz.

## Leben
Pedro Luis Fuentes Valencia begann sein Theologiestudium zunächst als Mitglied der Missionare Identes und trat 1998 der Ordensgemeinschaft der Passionisten bei, für die er am 19. Juni 2004 das Sakrament der Priesterweihe empfing.
Bis 2006 war er in der Territorialprälatur Corocoro in der Pfarrseelsorge tätig und anschließend von 2007 bis 2010 in Madrid. Im Jahr 2009 erwarb er an der Päpstlichen Universität Comillas das Lizenziat in Dogmatik. Ab 2010 war er Pfarrer der Pfarrei Señor de la Exaltación und seit 2012 zudem Dekan.
Papst Franziskus ernannte ihn am 22. Februar 2022 zum Titularbischof von Temuniana und zum Weihbischof in La Paz. Der Erzbischof von La Paz, Percy Lorenzo Galván Flores, spendete ihm und den mit ihm ernannten Weihbischöfen Basilio Mamani Quispe und Mario Luis Durán Berríos am 5. Mai desselben Jahres in der Kathedrale von La Paz die Bischofsweihe. Mitkonsekratoren waren der Apostolische Nuntius in Bolivien, Erzbischof Angelo Accattino, und der emeritierte Erzbischof von La Paz, Edmundo Luis Flavio Abastoflor Montero.
Seit dem 31. August 2022 leitet Pedro Luis Fuentes Valencia zudem das vakante Bolivianische Militärordinariat als Apostolischer Administrator.